# Římskokatolická farnost Svatá Maří
Římskokatolická farnost Svatá Maří je územním společenstvím římských katolíků v rámci prachatického vikariátu českobudějovické diecéze. Farnost je součástí většího farního obvodu spravovaného excurrendo z farnosti Vimperk.

## O farnosti
Plebánie je ve Svaté Maří připomínaná v roce 1359 či 1360, k roku 1360 je písemně doložen místní plebán. Z nejstarších duchovních správců jsou jménem známi kněz Jan, po jehož smrti převzal správu P. Štěpán z Čechtic, kterého v roce 1380 vystřídal P. Štěpán z Kroměříže. Po smrti jeho nástupce P. Jakuba v roce 1407 sem byl dosazen P. Štěpán, kterého v roce 1412 vystřídal Jan ze Čkyně. Na počátku 17. století, v roce 1624, byl kostel spravován ze Záblatí, po obnovení bohumilické farnosti k ní byla přifařena i Svatá Máří. Odd roku 1666 byla ves filiální k farnosti Malenice. Roku 1735 byla farnost obnovena a zároveň začaly být vedeny samostatné matriční knihy. 18. srpna 1735 byl prvofarářem jmenován P. Václav František Šebestián Hlaváč, který farnost spravoval až do roku 1768, kdy 24. března ve věku 73 let zemřel. Na jeho místo byl v červnu téhož roku dosazen P. František Kuželík, který však o čtyři roky pozdějí, 16. května 1772, zemřel. Oba faráři jsou pohřbeni ve farním kostele.
Během působení faráře Jana Pátka, který převzal farnost 30. dubna 1934 po jedenáctiletém působení v novosvětské farnosti, byla opravena fara, vysázeno sedm set modřínů pod hřbitovem a na Mařském vrchu byla postavena rozhledna s kaplí svatého Václava s křížovou cestou.
| Fotografie | Kostel                      | Místo      | Bohoslužba             | Bohoslužba             | Poznámka     |
| ---------- | --------------------------- | ---------- | ---------------------- | ---------------------- | ------------ |
|            | Kostel svaté Máří Magdaleny | Svatá Maří | neděle                 | 11.00                  | farní kostel |
|            | Kaple svatého Pavla         | Štítkov    | neslouží se pravidelně | neslouží se pravidelně | obecní kaple |
|            | Kaple Panny Marie           | Trhonín    | neslouží se pravidelně | neslouží se pravidelně | obecní kaple |